# Vela nos Jogos Olímpicos de Verão de 1984 - Soling
As provas da classe Soling da vela nos Jogos Olímpicos de Verão de 1984 ocorreram entre 31 de julho e 8 de agosto daquele ano em Long Beach, no condado de Los Angeles, nos Estados Unidos. O programa compunha sete regatas. Para esta classe, houve 66 velejadores de 22 nações inscritas.

## Medalhistas
O trio estadunidense Robbie Haines, Rod Davis e Ed Trevalyan finalizou a competição em primeiro lugar e conquistou a medalha de ouro. A prata firmou-se com os brasileiros Torben Grael, Daniel Adler e Ronaldo Senfft. Por fim, a medalha de bronze ficou com Hans Fogh, Stephen Calder e John Kerr, do Canadá.
|  | USA Estados Unidos                   |  | BRA Brasil                               |  | CAN Canadá                         |
|  | Robbie Haines Rod Davis Ed Trevalyan |  | Torben Grael Daniel Adler Ronaldo Senfft |  | Hans Fogh Stephen Calder John Kerr |

## Resultados
Estes foram os resultados da competição:
| Pos.              | Tripulação                                                   | Regata I | Regata I | Regata II | Regata II | Regata III | Regata III | Regata IV | Regata IV | Regata V | Regata V | Regata VI | Regata VI | Regata VII | Regata VII | Total de pontos | Total -1 |
| Pos.              | Tripulação                                                   | Pts.     | Pos.     | Pts.      | Pos.      | Pts.       | Pos.       | Pts.      | Pos.      | Pts.     | Pos.     | Pts.      | Pos.      | Pts.       | Pos.       | Total de pontos | Total -1 |
| ----------------- | ------------------------------------------------------------ | -------- | -------- | --------- | --------- | ---------- | ---------- | --------- | --------- | -------- | -------- | --------- | --------- | ---------- | ---------- | --------------- | -------- |
| Medalha de ouro   | USA Robbie Haines Rod Davis Ed Trevalyan                     | 1        | 0.0      | 9         | 15.0      | 3          | 5.7        | 5         | 10.0      | 1        | 0.0      | 2         | 3.0       | DNS        | 29.0       | 62.7            | 33.7     |
| Medalha de prata  | BRA Torben Grael Daniel Adler Ronaldo Senfft                 | 3        | 5.7      | 7         | 13.0      | 2          | 3.0        | 10        | 16.0      | 10       | 16.0     | 1         | 0.0       | 3          | 5.7        | 59.4            | 43.4     |
| Medalha de bronze | CAN Hans Fogh Stephen Calder John Kerr                       | 4        | 8.0      | 6         | 11.7      | 1          | 0.0        | 8         | 14.0      | 5        | 10.0     | 5         | 10.0      | 5          | 10.0       | 63.7            | 49.7     |
| 4                 | GBR Chris Law Edward Leask Jeremy Richards                   | 2        | 3.0      | 8         | 14.0      | 13         | 19.0       | 2         | 3.0       | YMP      | 16.0     | 3         | 5.7       | 7          | 13.0       | 73.7            | 54.7     |
| 5                 | NOR Dag Usterud Børre Skui Stein Lund Halvorsen              | 11       | 17.0     | 1         | 0.0       | 8          | 14.0       | 4         | 8.0       | 3        | 5.7      | 7         | 13.0      | DSQ        | 29.0       | 86.7            | 57.7     |
| 6                 | GRE Tassos Boudouris Dimitrios Deligiannis Georgios Spyridis | 8        | 14.5     | 5         | 10.0      | 4          | 8.0        | 1         | 0.0       | 6        | 11.7     | DNF       | 29.0      | 9          | 15.0       | 88.2            | 59.2     |
| 7                 | AUS Gary Sheard Tim Dorning Dean Gordon                      | 5        | 10.0     | 3         | 5.7       | 5          | 10.0       | 15        | 21.0      | 4        | 8.0      | 11        | 17.0      | 6          | 11.7       | 83.4            | 62.4     |
| 8                 | FRG Willy Kuhweide Axel May Eckhard Löll                     | 10       | 16.0     | 4         | 8.0       | 9          | 15.0       | 9         | 15.0      | 15       | 21.0     | 8         | 14.0      | 2          | 3.0        | 92.0            | 71.0     |
| 9                 | ITA Gianluca Lamaro Valerio Romano Aurelio Dalla Vecchia     | 6        | 11.7     | 2         | 3.0       | 10         | 16.0       | 7         | 13.0      | 9        | 15.0     | 9         | 15.0      | 12         | 18.0       | 91.7            | 73.7     |
| 10                | SWE Magnus Grävare Martin Grävare Eric Wallin                | 7        | 13.0     | 10        | 16.0      | 11         | 17.0       | YMP       | 20.0      | 2        | 3.0      | 4         | 8.0       | 11         | 17.0       | 94.0            | 74.0     |
| 11                | NZL Tom Dodson Simon Daubney Aran Hansen                     | RET      | 29.0     | 12        | 18.0      | 17         | 23.0       | 11        | 17.0      | 13       | 19.0     | 6         | 11.7      | 1          | 0.0        | 117.7           | 88.7     |
| 12                | DEN Jesper Bank Thomas Andersen Jan Mathiasen                | 8        | 14.5     | 13        | 19.0      | 7          | 13.0       | 12        | 18.0      | 7        | 13.0     | 12        | 18.0      | 10         | 16.0       | 111.5           | 92.5     |
| 13                | ARG Pedro Ferrero Carlos Sanguinetti Alberto Llorens         | 15       | 21.0     | 15        | 21.0      | 12         | 18.0       | 3         | 5.7       | 14       | 20.0     | 17        | 23.0      | 4          | 8.0        | 116.7           | 93.7     |
| 14                | FRA Patrick Haegeli Michel Audoin Philippe Massu             | RET      | 29.0     | 14        | 20.0      | 16         | 22.0       | 6         | 11.7      | 8        | 14.0     | DSQ       | 29.0      | 8          | 14.0       | 139.7           | 110.7    |
| 15                | AUT Michael Farthofer Christian Holler Richard Holler        | 12       | 18.0     | 11        | 17.0      | 14         | 20.0       | 14        | 20.0      | 11       | 17.0     | RET       | 29.0      | 15         | 21.0       | 142.0           | 113.0    |
| 16                | URU Bernd Knuppel Alejandro Ferreiro Enrique Dupont          | 16       | 22.0     | 16        | 22.0      | 6          | 11.7       | 13        | 19.0      | 17       | 23.0     | 13        | 19.0      | 17         | 23.0       | 139.7           | 116.7    |
| 17                | JPN Takaharu Hirozawa Minoru Okita Takumi Fujiwara           | 14       | 20.0     | 18        | 24.0      | 21         | 27.0       | 16        | 22.0      | 16       | 22.0     | 10        | 16.0      | 14         | 20.0       | 151.0           | 124.0    |
| 18                | CHI Louis Herman Jorge Zvazola Manuel Gonzalez               | 13       | 19.0     | 17        | 23.0      | 15         | 21.0       | 20        | 26.0      | 19       | 25.0     | 15        | 21.0      | 13         | 19.0       | 154.0           | 128.0    |
| 19                | PUR Eric Tulla Jerry Pignolet Ronnie Ramos                   | DNF      | 29.0     | 19        | 25.0      | 19         | 25.0       | 21        | 27.0      | 20       | 26.0     | 14        | 20.0      | 16         | 22.0       | 174.0           | 145.0    |
| 20                | PAK Khalid Akhtar Adnan Yousoof Naseem Khan                  | 18       | 24.0     | 21        | 27.0      | 18         | 24.0       | 19        | 25.0      | 18       | 24.0     | 18        | 24.0      | 18         | 24.0       | 172.0           | 145.0    |
| 21                | IVB Robin Tattersall Keith Thomas Elvet Meyers               | 17       | 23.0     | 20        | 26.0      | 20         | 26.0       | 18        | 24.0      | 21       | 27.0     | 16        | 22.0      | 19         | 25.0       | 173.0           | 146.0    |
| 22                | ISV Jean Braure Kirk Grybowski Marlon Singh                  | 19       | 25.0     | 22        | 28.0      | 22         | 28.0       | 22        | 28.0      | 22       | 28.0     | 19        | 25.0      | 20         | 26.0       | 188.0           | 160.0    |

### Classificação diária

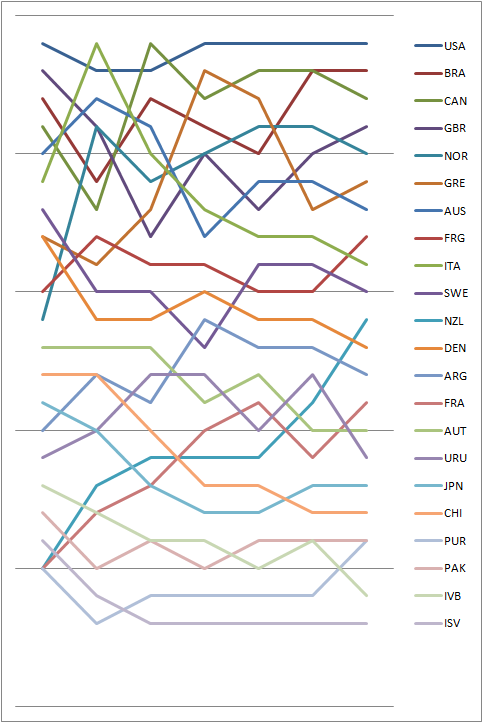
Gráfico mostrando a classificação diária na classe.